# Homotyphus choroniensis
Homotyphus choroniensis es una especie de insecto coleóptero de la familia Chrysomelidae. Fue descrita en 1997 por Bechyne.